# Pheidole claviscapa
Pheidole claviscapa är en myrart som beskrevs av Santschi 1925. Pheidole claviscapa ingår i släktet Pheidole och familjen myror. Inga underarter finns listade i Catalogue of Life.